# Newsmax Adria
Newsmax Adria је била информативна медијска организација, основана у сарадњи са предузећем Newsmax, за државе бивше Југославије: Србију, Хрватску и Босну и Херцеговину. Предузеће је функционисало од 22. јуна 2020. године, када су покренуте емисије Преглед дана, на каналу Нова (Србија), и Дневник, на каналу Нова (Босна и Херцеговина). Последња издања ових емисија приказана су 30. септембра 2022. а редакције припојене Новој С и Новој БХ.
Преглед дана је био осмишљен као информативна емисија у којој се теме обрађују аналитично, а уредник/водитељ изноди опаске и духовите коментаре на актуелне догађаје. Главну тему је водитељ у студију коментарисао са гостом.
Најављено је покретање засебног кабловског канала на јесен 2020. године, па одложено за пролеће 2021. Планирано је да канал у почетку емитује 6 сати домаћег програма и емисије америчког Newsmax-a.
Од 21. марта 2022. године се емитују и Вести у продукцији Newsmax Adria радним данима око 23:00 на каналу Нова С.
1. октобра 2022. емисија Преглед дана је преименована у Дневник Нове С и промењен је термин. Емисија се емитује од 19.30 часова.

## ТВ лица

### Србија
- Слободан Георгиев − директор вести и програма у Србији[2]
- Јелена Обућина − уредница и водитељка емисија "Преглед дана" и "Дневник Нове С"[3][4]
- Горан Димитријевић − уредник и водитељ емисија "Преглед дана", "Вести" и "Дневник Нове С"[3][4]
- Јелена Кикић - водитељка "Вести"
- Јасмина Добриловић - водитељка "Вести"

### Босна и Херцеговина
- Јасмина Демировић − директорка програма  у Босни и Херцеговини[5][6]
- Армина Ченгић − водитељка емисије "Дневник"[5]
- Владо Марић − водитељ емисије "Дневник"[5]
- Амина Хоџић − водитељка емисије "Дневник"[5]
- Александар Хршум − водитељ емисије "Дневник"[5]

## Рефренце
1. ↑  „Newsmax Adria – novi projekat United Media”. nova.rs (на језику: српски). 18. 6. 2010. Архивирано из оригинала 19. 06. 2020. г. Приступљено 18. 6. 2020.
2. ↑  „Uz N1 i Novu S, Junajted grupa osniva još jednu televiziju, Slobodan Georgiev direktor”. Cenzolovka (на језику: српски). 2020-05-28. Приступљено 2020-06-29.
3. 1 2  „Jelena Obućina i Goran Dimitrijević zaštitna lica nove televizije NEWSMAX ADRIA!”. Film&TV (на језику: енглески). 2020-06-18. Приступљено 2020-06-29.
4. 1 2  „TV lica Newsmaxa otkrivaju šta čeka gledaoce u "Pregledu dana" na Nova S”. N1 Srbija (на језику: српски). Архивирано из оригинала 23. 06. 2020. г. Приступљено 2020-06-29.
5. 1 2 3 4 5  „Newsmax Adria, novi projekat United Media u Srbiji, Bosni i Hercegovini i Hrvatskoj”. www.ekapija.com. Приступљено 2020-06-29.
6. ↑  N.N (2020-06-22). „Dnevnik Newsmax Adria od večeras na Novoj BH”. Nezavisne novine (на језику: српски). Приступљено 2020-06-29.